# Lanzette

Handelsübliche Stechhilfe

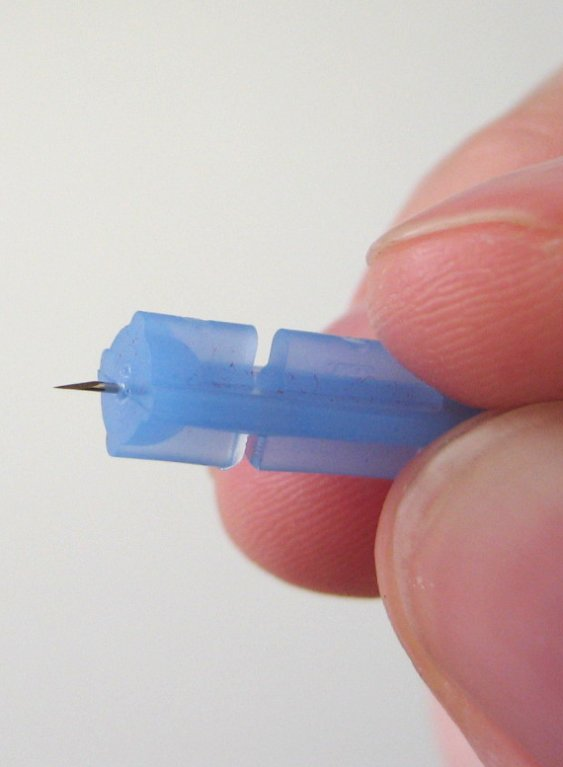
Medizinische Lanzette, Nahaufnahme

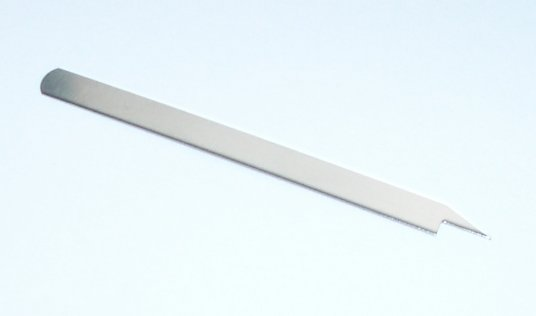
Medizinische Lanzette, weitere Form

Eine Lanzette (abgeleitet von „Lanze“, respektive dem französischen Diminutiv „lancette“) ist ein Medizinprodukt, das verwendet wird, um schnell eine kapillare Blutprobe zu gewinnen. Teilweise existieren auch Modelle, die zu Impfzwecken verwendet werden. Lanzetten sind grundsätzlich Einwegartikel und werden unmittelbar nach der Verwendung entsorgt. Die Klinge wird dabei mit einer kleinen Kappe bedeckt, um eine spätere Verletzung auszuschließen.

## Technischer Aufbau und Ablauf der Blutgewinnung
Die ein- oder zweischneidige Stahlklinge einer Lanzette ist nur wenige Millimeter lang und geht meist in einen dickeren Plastikgriff über, der es ermöglicht, dieses Instrument gefahrlos mit den Fingerspitzen zu halten. Oft werden auch Nadeln als Lanzette bezeichnet. In Stechhilfen wird die Lanzette mittels einer Federmechanik vorgestoßen. 
Zur Blutentnahme wird die einmal zu verwendende, sehr dünn geschliffene Lanzette im Bruchteil einer Sekunde in die Fingerkuppe oder das Ohrläppchen (bei Neugeborenen in die Ferse) gestochen und sofort wieder herausgezogen. 
Die kurze Klinge ist ausreichend, um die Hornschicht der Haut zu durchdringen und ein Kapillargefäß zu punktieren. Manche Ausführungen können zusätzlich am Unterarm verwendet werden. Durch die fast schmerzfreie Punktion der Haut ist es möglich, geringe Mengen an Kapillarblut zu Analysezwecken zu gewinnen. Um die Punktionsstelle möglichst klein zu halten, sind die heute handelsüblichen Stechhilfen mit einer Stechtiefenregulierung ausgestattet.

## Einsatzgebiete
Moderne Stechhilfen finden heute in vielen klinischen und privaten Bereichen ihren Einsatz, z. B. bei der Blutgewinnung für die Bestimmung von:
- Blutzucker,
- Quick- bzw. INR-Werte für die Blutgerinnung,
- Gesamtcholesterin,
- HbA1c,
- HDL und LDL.
- Neugeborenenscreening

## Modellvarianten
Zur Erhöhung des Einsatzkomforts und zur Verminderung der Schmerzreize während der Punktion sind verschiedene Modelle entwickelt worden, wie zum Beispiel:
- einfache Modelle mit einer auswechselbaren Lanzette und Stechtiefenregulierung unterschiedlicher Hersteller von Messgeräten,
- Modelle, in denen eine Trommel mit sechs Lanzetten zum Einsatz kommt, womit das häufige Wechseln entfällt,
- elektronische Stechhilfe mit 50 Lanzetten auf einer Kunststoffscheibe für den Dauergebrauch im privaten Bereich.